# Antonivka, Luțk
Antonivka (în ucraineană Антонівка) este un sat în comuna Zaborol din raionul Luțk, regiunea Volînia, Ucraina.

## Demografie
Componența lingvistică a localității Antonivka
     Ucraineană (99,27%)
     Alte limbi (0,73%)
Conform recensământului din 2001, majoritatea populației localității Antonivka era vorbitoare de ucraineană (99,27%), existând în minoritate și vorbitori de alte limbi.